# バーンズのゼータ函数
数学において、バーンズのゼータ函数とはE. W. Barnes (1901)によって導入されたリーマンゼータ函数の一般化である。この関数はさらに新谷のゼータ函数に一般化される。

## 定義
バーンズのゼータ函数は次のように定義される。
{\displaystyle \zeta _{N}(s,w|a_{1},...,a_{N})=\sum _{n_{1},\dots ,n_{N}\geq 0}{\frac {1}{(w+n_{1}a_{1}+\cdots +n_{N}a_{N})^{s}}}}
ここで、wとajは実部が正で、sの実部はNよりも大きいものとする。
全ての複素数sに解析接続可能であり、s = 1, 2, ..., Nにおいて単純極を持つ以外に特異点を持たない。特に、N = w = a1 = 1のとき、リーマンゼータ函数となる。